# Mark Rowntree
Mark Andrew Rowntree is een Brits seriemoordenaar die werd veroordeeld voor het vermoorden van vier willekeurige slachtoffers in Bingley tussen 31 december 1975 en 7 januari 1976. Hij zit sinds juni 1976 vast in een psychiatrische kliniek in Nottinghamshire. Rowntree is daarmee een van de langstzittende, nog in leven zijnde, gevangenen in Groot-Brittannië.

## Moordweek
Op hetzelfde moment dat Engeland toch al in angst verkeerde voor de Yorkshire Ripper, begon ook Rowntree te moorden. Op oudejaarsavond 1975 werd Joyce Adamson zijn eerste slachtoffer. Hij klopte verkleed als politieagent bij haar aan, waarna hij haar twee keer in het hart stak. Een paar dagen daarna stak hij in een opwelling Stephen Wilson (16) dood, die stond te wachten bij een bushalte. Wilson stierf niet meteen. In het ziekenhuis gaf hij nog een beschrijving van Rowntree voor hij bezweek. Zijn laatste twee moorden waren die op een model met wie hij bevriend was en op haar driejarige zoontje, omdat die getuige was van de dood van zijn moeder.

## Arrestatie en bestraffing
Na de moord op Wilson nam Rowntree een taxi naar zijn huis. Deze bracht de politie later naar zijn adres. Toen Rowntree thuiskwam van zijn laatste moorden, wachtte de politie hem daar op. Hij bekende schuld, maar dan aan doodslag in plaats van moord, vanwege verminderde toerekeningsvatbaarheid. Rowntree was een verklaard schizofreen en zijn beweringen werden gegrond verklaard. Vervolgens werd hij veroordeeld tot een onbepaalde tijd in een psychiatrische kliniek, waarin hij anno 2008 nog verblijft.